# Попово (област Ямбол)
Вижте пояснителната страница за други значения на Попово.
Попово е село в Югоизточна България. То се намира в община Болярово, област Ямбол.

## География
През селото минава Поповска река — приток на река Тунджа.

## История
Старото име на селото е Папазкьой.
През юли 1913 г. селото е разграбено и разрушено, а жителите, които не успели да избягат, са избити от настъпващия турски башибозук.

## Културни и природни забележителности
Селото е родното място на Индже войвода. Дворът, където е била бащината къща на Индже, е известен и е отбелязан с голям гранитен блок и паметна плоча. В землището на селото има голям брой тракийски могили. Най-голямата от тях е проучена от Даниела Агре от БАН през 2007 г.

## Редовни събития
- Ежегоден събор – провежда се на 6 май.

## Личности
- Индже войвода

1. ↑  www.grao.bg